# Good for You (Aminé)
Good for You è il primo album in studio del rapper statunitense Aminé, pubblicato il 28 luglio 2017.

## Tracce
1. Veggies (featuring Ty Dolla Sign) – 3:23
2. Yellow (featuring Nelly) – 2:59
3. Caroline – 3:29
4. Hero – 3:13
5. Spice Girl – 2:53
6. STFU – 3:25
7. Wedding Crashers (featuring Offset) – 3:49
8. Sundays – 4:07
9. Turf – 4:25
10. Blinds – 1:26
11. Dakota (featuring Charlie Wilson) – 3:45
12. Slide – 2:49
13. Money – 4:16
14. Beach Boy – 4:43
15. Heebiejeebies (feat. Kehlani) (traccia bonus) – 3:40